# بادنمای کیسه‌ای

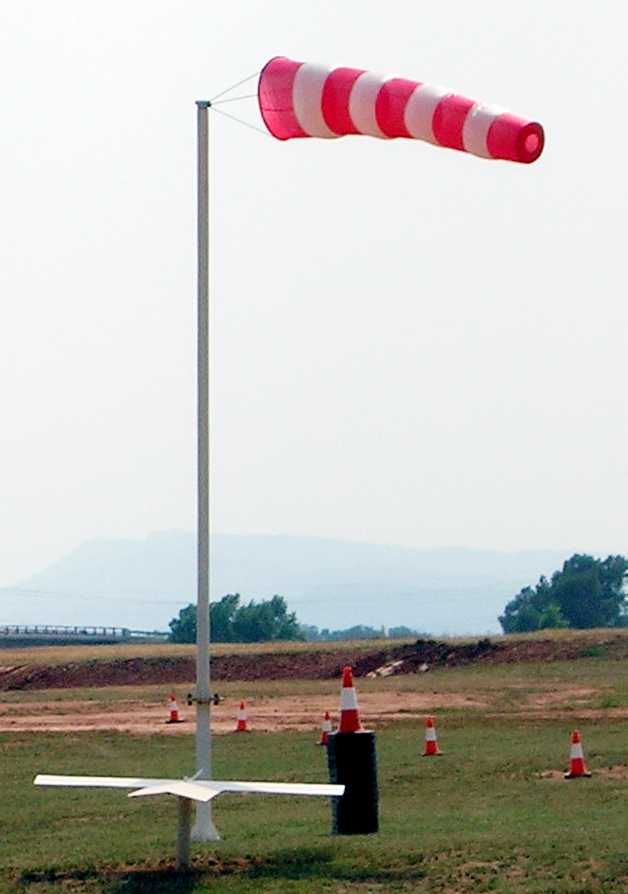
بادنمای جورابی

بادنمای کیسه‌ای، (بادنمای جورابی، جوراب باد یا مخروط بادنما) اصطلاحاً به لوله مخروطی دو سر باز از جنس پارچه گفته می‌شود که بر بالای تیری نصب می‌شود تا جهت و سرعت نسبی باد یک محل را نشان بدهد.
از بادنماهای جورابی معمولاً در فرودگاه‌ها و کارخانه‌های شیمیایی استفاده می‌کنند. در کارخانه‌های شیمیایی جوراب باد می‌تواند جهت و شدت نشت مواد خطرناک را نشان بدهد.
- بادنما

## کاربرد
به منظور مشاهده سمت و شدت باد در محیط استفاده می‌شود.

### فرودگاه
به منظور مشاهده خلبان و عوامل مرتبط با امور پروازی در حاشیه باند پرواز نصب می‌شود. (در باندهای بلند دو عدد و در باندهای کوتاه یک عدد). دارای استانداردهای مشخص تدوین شده از سوی سازمان بین‌المللی هوانوردی غیرنظامی می‌باشد.

## استاندارد

### باند پرواز هواپیما
- باید حداقل ۳٫۶ متر طول داشته باشد.
- باید به ۵ قسمت مساوی در طول تقسیم شود.
- از ترکیب دو رنگ سفید-قرمز یا سفید-نارنجی ساخته شود
- در ارتفاع ۶ متری زمین نصب گردد.
- هر رنگ نشان دهنده سرعت تقریبی ۳ گره ی دریایی است و با صاف شدن هر تعداد از رنگ ها توسط باد جمع رنگ های حساب شده سرعت تقریبی باد را نشان میدهد. برای مثال اگر رنگ اول توسط باد صاف و مستقیم گردد سرعت باد ۳ گره ی دریایی است و اگر دو رنگ از باد نما به اهتزاز درآید سرعت ۶ گره ی دریایی را نشان میدهد و این ترتیب تا صاف شدن نهایی بادنما پا بر جاست.